# Badalona Sportiva
Badalona Sportiva va ser un setmanari d'esports català escrit en català, i amb articles ocasionalment en castellà, fundat per un grup de joves el 1919, amb poc èxit per la qual cosa va haver de tancar. Els mateixos promotors van repetir l'experiència entre el 1923 i el 1924, amb un èxit més considerable. Pretenia ser el periòdic de referència dels esportistes i aficionats a l'esport badalonins, i s'hi donava molta importància especialment al futbol.

## Primera època (1919)
Amb el subtítol «Revista setmanal de sports i cines», el setmanari, de caràcter eminentment esportiu, va començar a sortir el 14 d'octubre de 1919 tenint com a marc de distribució únicament a la ciutat de Badalona. Els seus promotors i els autors dels articles, segons informa Enrique García Pons, eren, de fet, tots, o bé en la seva gran majoria, de classe obrera. Com ells bé apunten, la seva pretensió i aspiració amb la publicació era arribar a ser un periòdic amb les condicions i la mida dels altres que es publicaven, però admetien que per la seva condició d'obrers, no podien fer més del que feien. En un dels primers articles van expressar «Al publicar Badalona Sportiva ens imposem un sacrifici moral i un esforç material», la seva intenció era propagar les regles de l'esport, particularment les del futbol, i fer servir el setmanari en qualitat d'altaveu en contra de les injustícies i incidències que succeïen durant els partits dels campionats.
D'aquesta primera època del periòdic, només van arribar a aparèixer tres números, que van sortir a la venda els dimarts. La publicació descrivia i ressenyava els partits de futbol que es feien per part dels equips locals badalonins, mentre que, alhora, també s'hi van incloure notícies sobre altres partits, i articles d'interès esportiu de caràcter general. La publicació no va tenir gaire èxit, perquè al cap de tres setmanes, el 28 d'octubre de 1919, va publicar el seu darrer exemplar.

## Segona època (1923-1924)
En aquesta segona època, Badalona Sportiva pretenia ser una continuació de la de 1919. Els seus promotors van ser els mateixos i amb la idea de seguir convertint aquesta revista en el periòdic de referència dels aficionats de l'esport badalonins, així ho anunciaven en el seu article de presentació d'aquesta nova època. Cal dir que aquesta vegada, la revista va tenir una vida més llarga, perquè va durar de l'octubre de 1923 al desembre de 1924, amb un total de 64 números que van sortir a la venda, dels quals, esmenta García Pons, que el 25% era la publicitat i que el castellà va tenir una presència molt minsa. La publicació va mantenir els seus preus i el seu format i va sortir setmanalment els dilluns.